# 1-Propanol
1-Propanol (auch: n-Propanol, n-Propylalkohol, nach IUPAC Propan-1-ol), meist aber nur als Propanol bezeichnet, ist eine organische Verbindung aus der Stoffklasse der Alkohole. Es ist ein einwertiger, primärer Alkanol. Von 1-Propanol gibt es genau einen isomeren Alkohol, das verzweigte 2-Propanol (oder Isopropylalkohol bzw. Isopropanol).

## Systematik
1-Propanol (C3H7OH) gehört zu den linearen n-Alkanolen. 1-Propanol leitet sich von dem Alkan (gesättigten Kohlenwasserstoff) Propan (C3H8) ab, indem formal ein Wasserstoffatom durch die funktionelle Hydroxygruppe (–OH) ersetzt wird. Zur Benennung wird dem Namen Propan das Suffix -ol angehängt. Die Summenformel für 1-Propanol nach dem Hill-System ist C3H8O, die auch verwendete Schreibweise C3H7OH ist keine Summen-, sondern eine Halbstrukturformel.

## Vorkommen
1-Propanol ist Bestandteil der Fuselöle, also ein natürliches Abbauprodukt des Hefe-Stoffwechsels. Daneben findet sich 1-Propanol natürlich in Ingwer (Zingiber officinale), Zwiebeln (Allium cepa), Mais (Zea mays), Myrte (Myrtus communis), Ananas (Ananas comosus), Schwarzen Johannisbeeren (Ribes nigrum) und Äpfeln (Malus domestica).

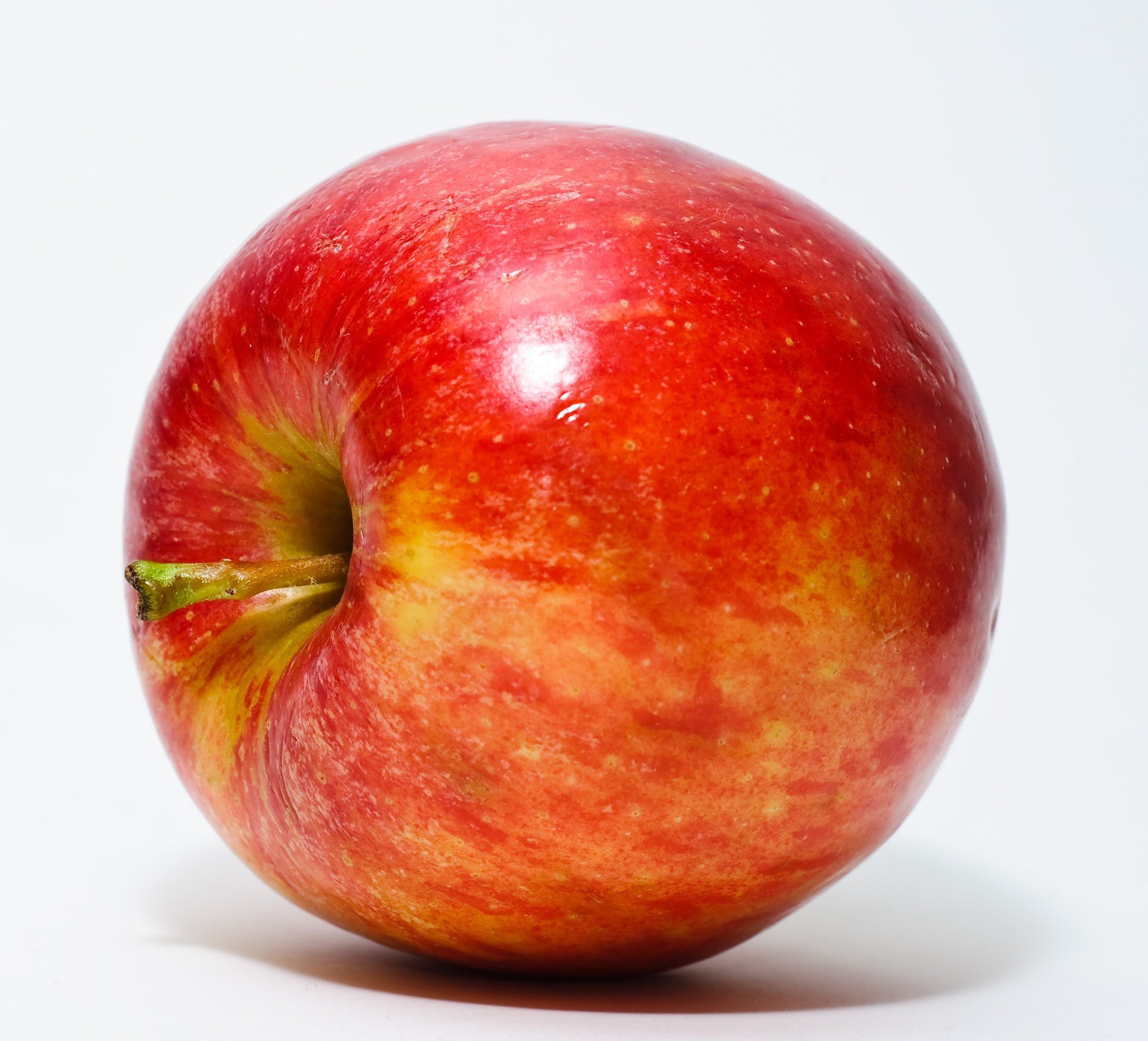
Apfel
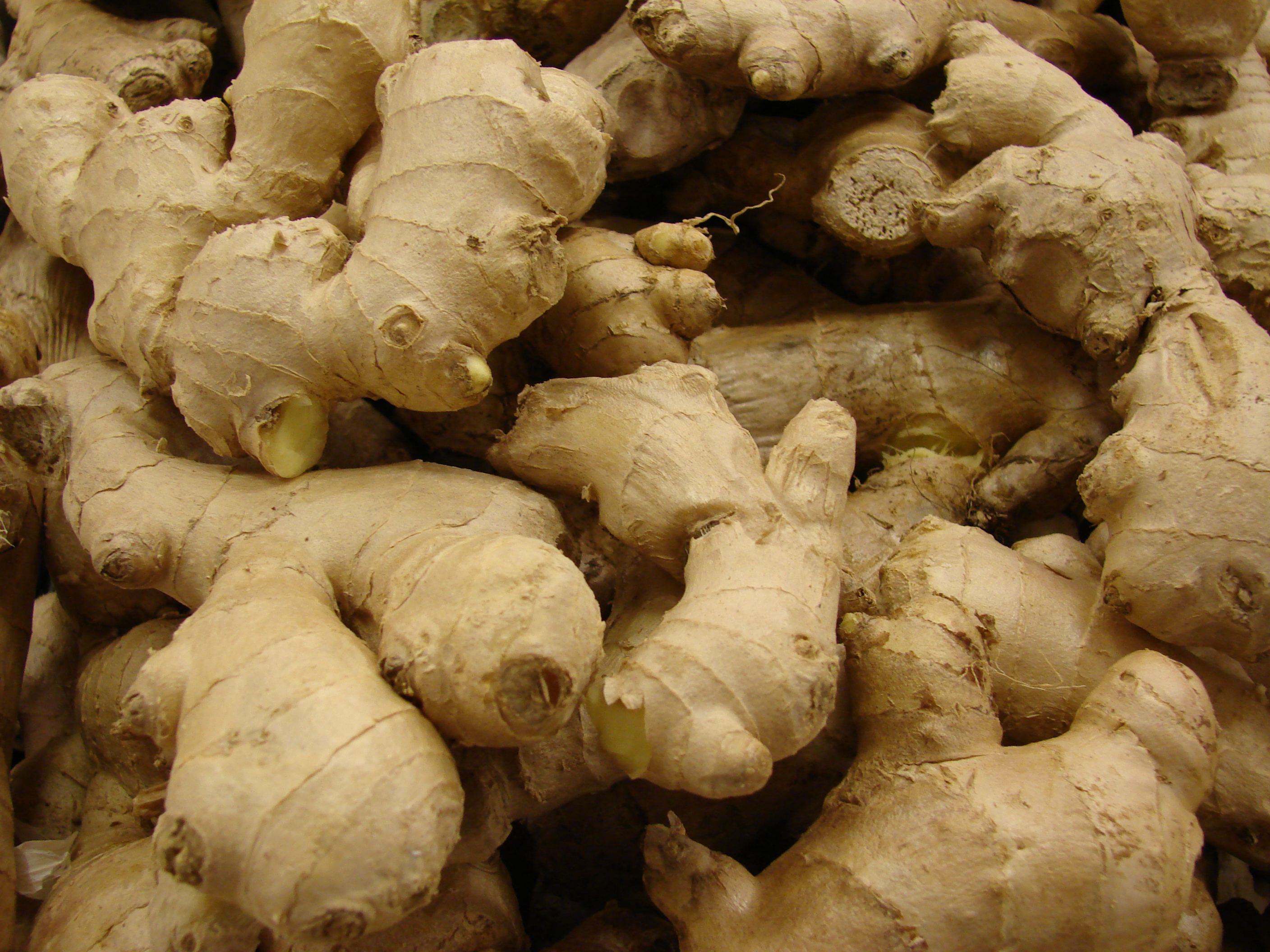
Ingwer
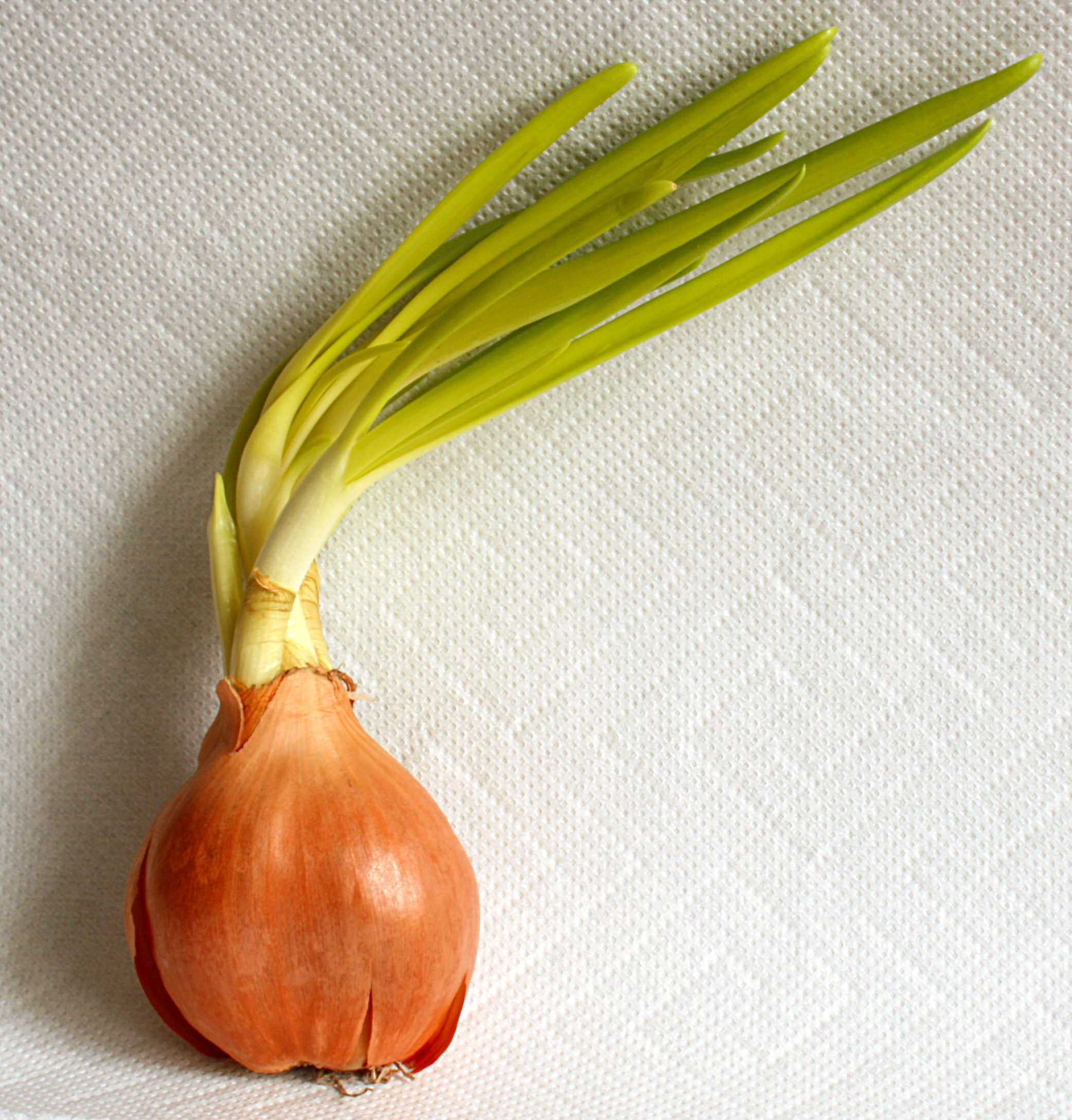
Zwiebel
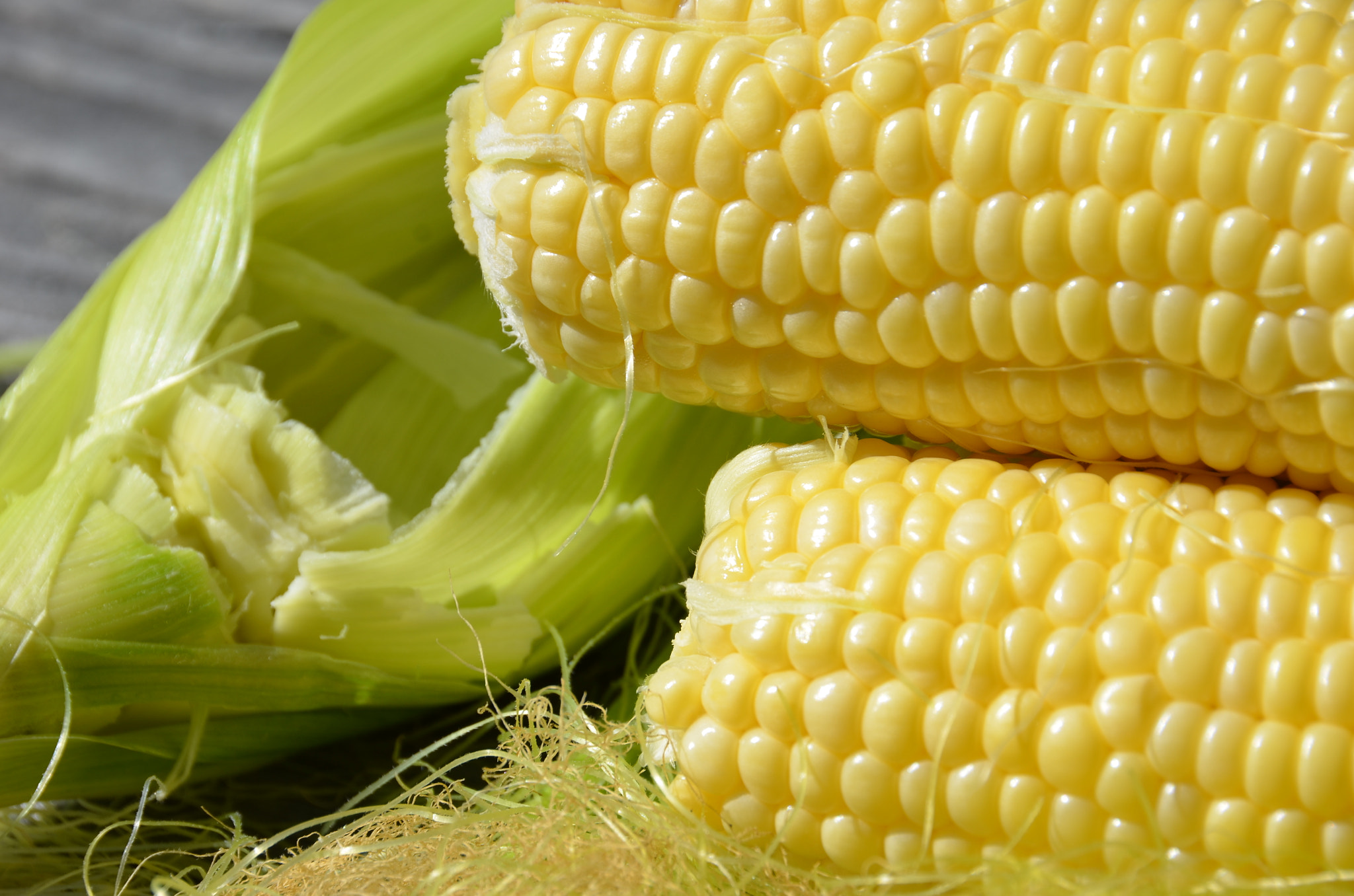
Mais
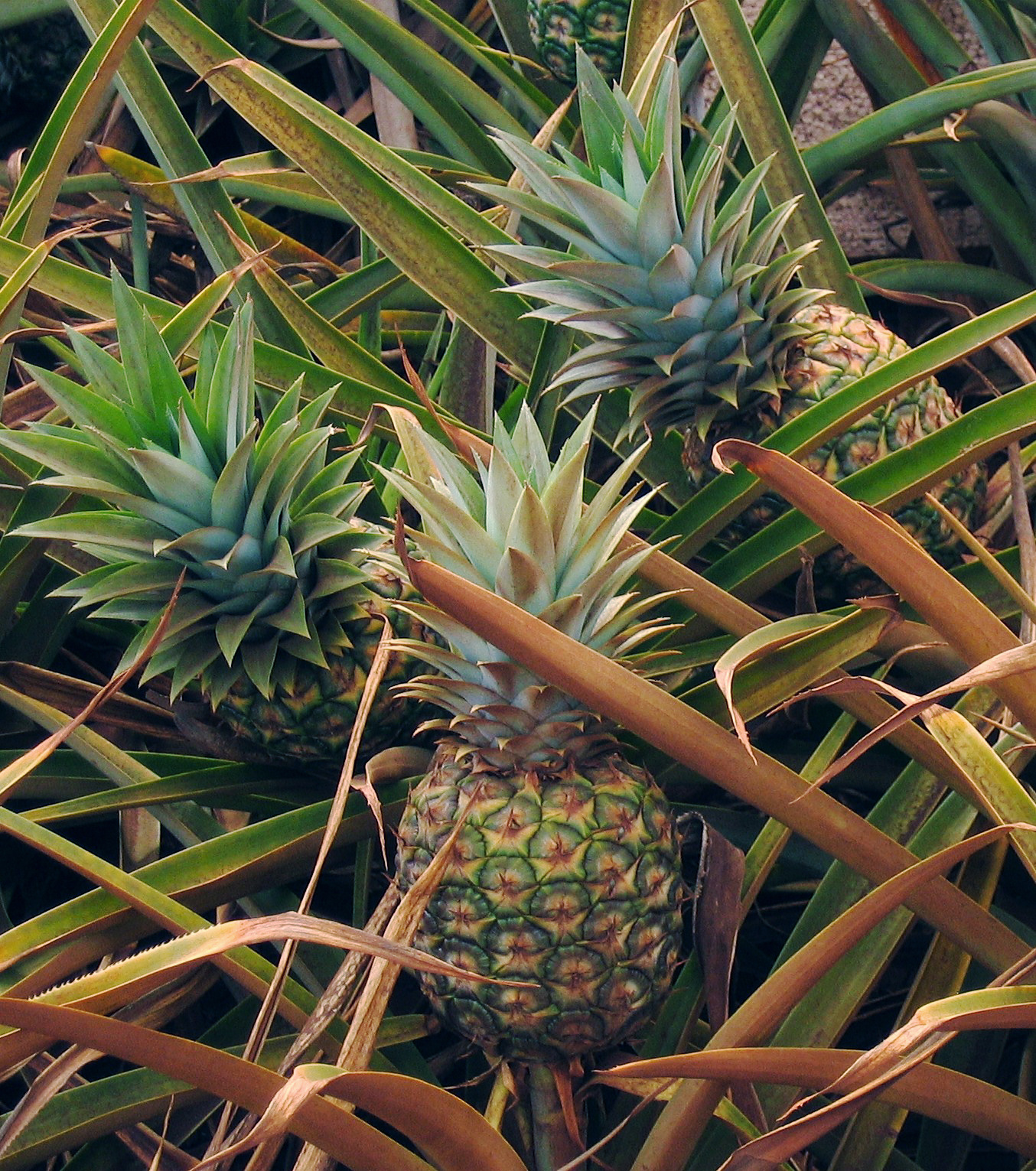
Ananas
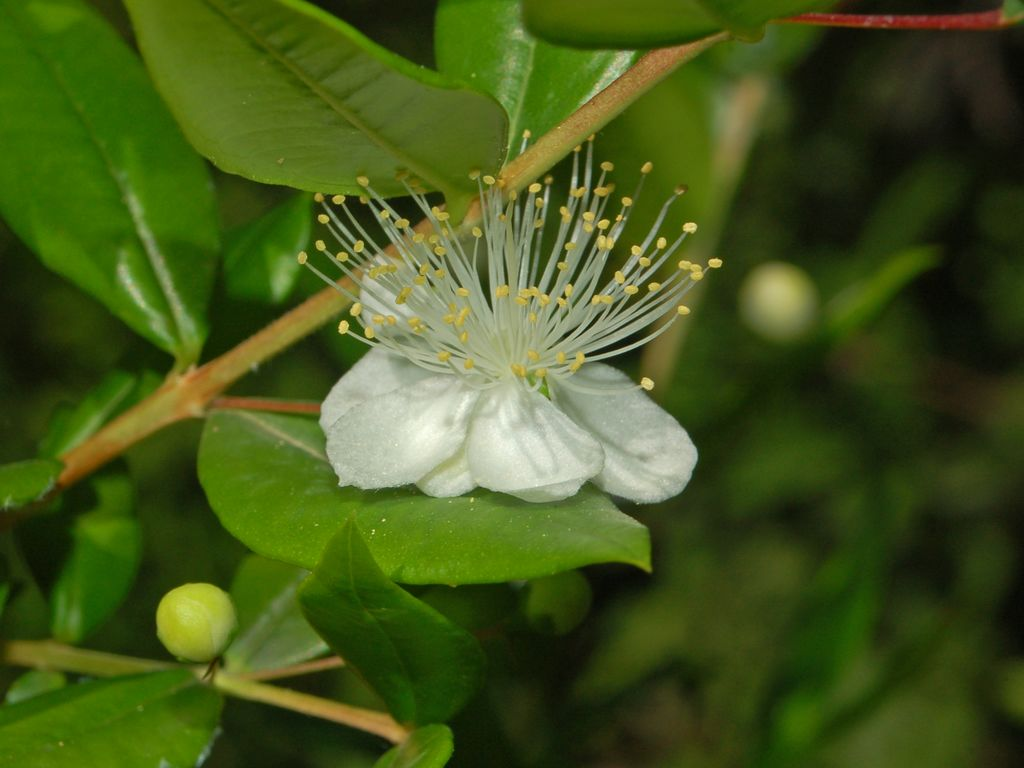
Myrte
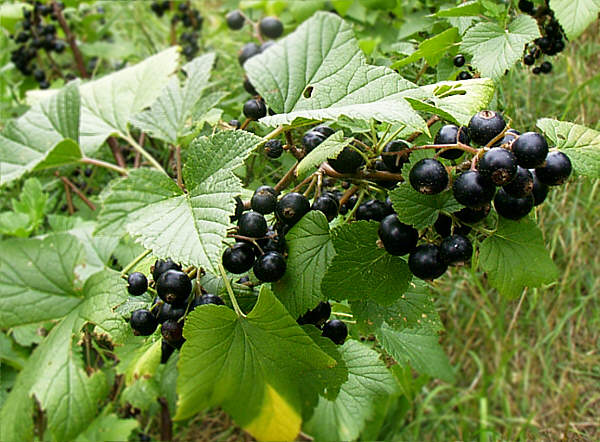
Schwarze Johannisbeere

## Gewinnung und Darstellung
1-Propanol wird großtechnisch ausschließlich durch katalytische Hydrierung von Propionaldehyd bei Temperaturen von 110–150 °C und Drücken von 1,5–10 bar in Gegenwart Kupfer-Nickel-Zink-Chrom-Katalysatoren, welche auf Aluminiumoxid (Al2O3) oder Kieselgur geträgert sind, hergestellt.
Die Reaktion wird in der Gasphase durchgeführt. Der Wasserstoff wird dabei im bis zu 20-fachen molaren Überschuss eingesetzt. Bei diesem Verfahren werden Ausbeuten an 1-Propanol von mehr als 99 % bei einem Umsatz (Propionaldehyd) von 99,9 % erreicht.

## Eigenschaften

### Physikalische Eigenschaften
1-Propanol liegt bei Zimmertemperatur als dünnflüssige klare Flüssigkeit vor, die nach Ethanol riecht. Der Flammpunkt liegt bei 22 °C, die Zündtemperatur bei 385 °C. Die untere Explosionsgrenze liegt bei 2,1 Vol.-%, die obere bei 19,2 Vol.-%. Der Brechungsindex bei 20 °C beträgt 1,385.
Die Verbindung bildet mit einer Reihe von Lösungsmitteln azeotrop siedende Gemische. Die azeotropen Zusammensetzungen und Siedepunkte finden sich in der folgenden Tabelle. Keine Azeotrope werden mit Methanol, Ethanol, 2-Propanol, n-Butanol, iso-Butanol, sec-Butanol, Ethandiol, Pentan, Chloroform, Aceton, Methylethylketon, Diethylether, Diisopropylether, Tetrahydrofuran, Methylacetat, Ethylacetat und Pyridin gebildet.
| Azeotrope mit verschiedenen Lösungsmitteln |        |        |            |               |                     |             |               |                       |             |
| Lösungsmittel                              |        | Wasser | n-Hexan    | n-Heptan      | n-Octan             | n-Nonan     | Cyclohexan    | Benzol                | Toluol      |
| Gehalt n-Propanol                          | in Ma% | 71     | 4          | 36            | 70                  | 98          | 20            | 17                    | 49          |
| Siedepunkt                                 | in °C  | 87     | 66         | 88            | 94                  | 97          | 74            | 77                    | 93          |
|                                            |        |        |            |               |                     |             |               |                       |             |
| Lösungsmittel                              |        | MIBK   | 1,4-Dioxan | n-Butylacetat | Schwefelkohlenstoff | Acetonitril | Trichlorethen | Tetrachlorkohlenstoff | Chlorbenzol |
| Gehalt n-Propanol                          | in Ma% | 34     | 55         | 40            | 5                   | 28          | 17            | 8                     | 80          |
| Siedepunkt                                 | in °C  | 94     | 95         | 94            | 46                  | 81          | 82            | 73                    | 97          |

### Chemische Eigenschaften
Aufgrund des längeren hydrophoben Restes neigt 1-Propanol deutlich weniger zur Wasseraufnahme als die niedrigeren Alkohole. Durch Reaktion mit Alkalimetallen lassen sich Propanolate herstellen.

## Verwendung
1-Propanol wird häufig als Lösungsmittel, etwa in der Farbherstellung, verwendet. Weiterhin kann es in Reinigungs- und Desinfektionsmitteln (wirkt bakterizid, tuberkulozid, fungizid und begrenzt viruzid) enthalten sein.
Es dient als Ausgangsmaterial zur Herstellung von Insektiziden, Herbiziden und Arzneimitteln. Auch als Treibstoff in Ottomotoren eignet es sich aufgrund seiner Klopffestigkeit (Oktanzahl 118 nach ROZ). Die volumetrische Energiedichte ist jedoch mit rund 24MJ/l etwa 28 % geringer als jene von Benzin (33MJ/l).
In einigen Anwendungen ersetzt es das giftige Methanol.

## Toxikologie
1-Propanol-Dämpfe reizen Augen, Haut und Schleimhäute. Direkter Kontakt der Flüssigkeit mit den Augen kann zu schweren Augenschäden führen. Bei der Aufnahme wirkt die Flüssigkeit ähnlich betäubend wie Ethanol und führt in höheren Konzentrationen zu Schwindel, Benommenheit und bei hohen Konzentrationen zu Rauschzuständen oder gar Bewusstlosigkeit. Aufgrund der Möglichkeit von schweren Augenschäden sollte für die manuelle Verwendung, wie zum Beispiel beim Einsatz als Reinigungsmittel, auf 1-Propanol verzichtet und das ungefährlichere 2-Propanol (Isopropanol) verwendet werden. Ist dies nicht möglich, sollte bei Arbeiten mit 1-Propanol eine Schutzbrille getragen werden.